# نقاط دائرية في اللانهاية
في الهندسة الإسقاطية، النقاط الدائرية في اللانهاية أو النقاط الحلقية هي نوعان من النقاط في اللانهاية على المستوى المركب الإسقاطي يحتويهما استعقاد كل دائرة حقيقية.

## الإحداثيات
يُعبّر عن النقطة في المستوى بمصطلح الإحداثيات المتجانسة، حيث أنها ثلاثية من الأعداد المركبة، تكون فيها ثلاثيتان تصفان النقطة نفسها في المستوى عندما تكون إحداثيات الثلاثي الآخر تساوي الثلاثيتين الآخرتين عدا أنها مضروبة في عامل غير صفري. في هذا النظام النقاط في اللا نهاية قد تختار على أن إحداثياتها العينية صفرية (إحداثيات الـ{\displaystyle z}).